# Thomas Audley
Thomas Audley, I barón Audley de Walden (aprox. 1488 - 30 de abril de 1544), fue un abogado y juez inglés que se desempeñó como Canciller de Inglaterra desde 1533 hasta 1544.

## Primeros años
Audley nació en Earls Colne, Essex, hijo de Geoffrey Audley, y se cree que estudió en Buckingham College, Cambridge, actualmente conocido como Magdalene College. Recibió una educación en leyes, ingresó en el Inner Temple, fue nombrado secretario municipal de Colchester en 1514 y se convirtió en Juez de Paz de Essex en noviembre de 1520.

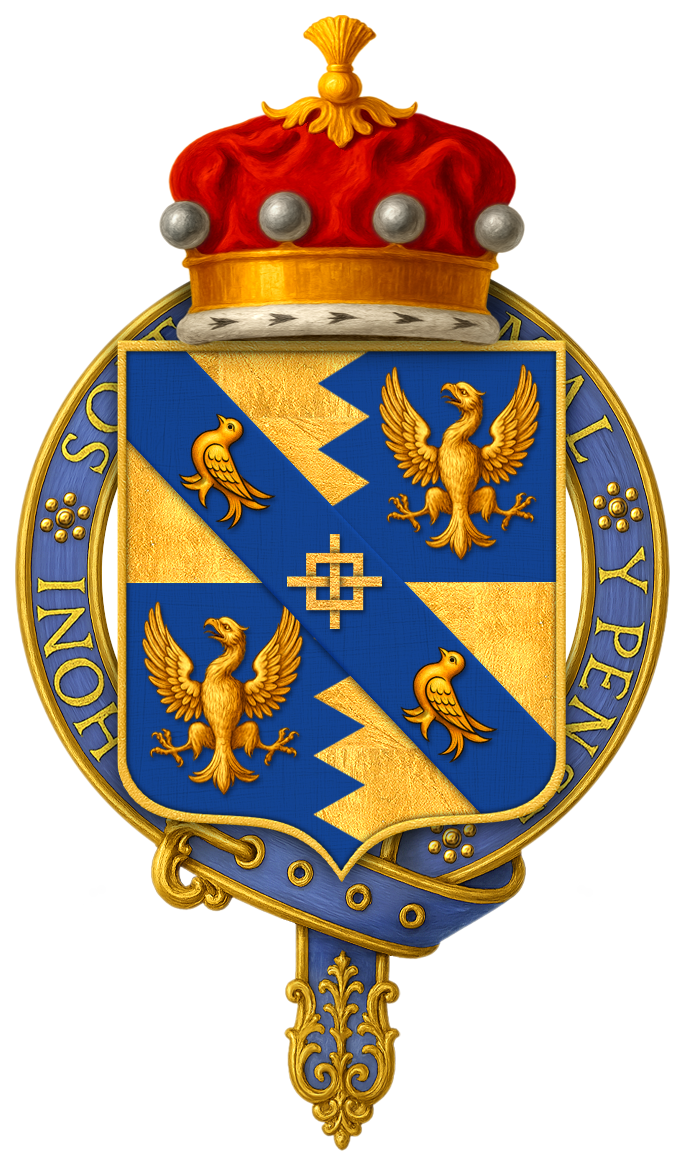
Escudo de armas de Sir Thomas Audley, I barón Audley de Walden, KG: Trimestral, con la mitad cortada dentada de oro y azur, en el segundo y tercer cuarteles un águila desplegada del primer color, en una banda del segundo un enrejado entre dos golondrinas del primer color. El enrejado o nudo es una referencia a las armas de Audley, barón Audley, cuya familia se extinguió en línea masculina en 1391, y con la que al parecer no guardaba parentesco.

## Carrera en el Parlamento
En 1523, Audley fue elegido para el Parlamento por Essex, y representó a esta circunscripción en los parlamentos siguientes. En 1527 fue Caballero de la Cámara y se convirtió en miembro del hogar de Wolsey. Tras la caída de este último en 1529, fue nombrado Canciller del Ducado de Lancaster, y ese mismo año fue nombrado Presidente de la Cámara de los Comunes, presidiendo la famosa asamblea conocida como el Parlamento de la Reforma, que abolió la jurisdicción papal. También encabezó una delegación de los Comunes al rey para quejarse del discurso del obispo Fisher en contra de sus procedimientos. Interpretó las "escrúpulos morales" del Rey ante el parlamento con respecto a su matrimonio con Catalina de Aragón, y se convirtió en el instrumento del Rey en el ataque contra el clero y en la preparación de la Ley de Supremacía.

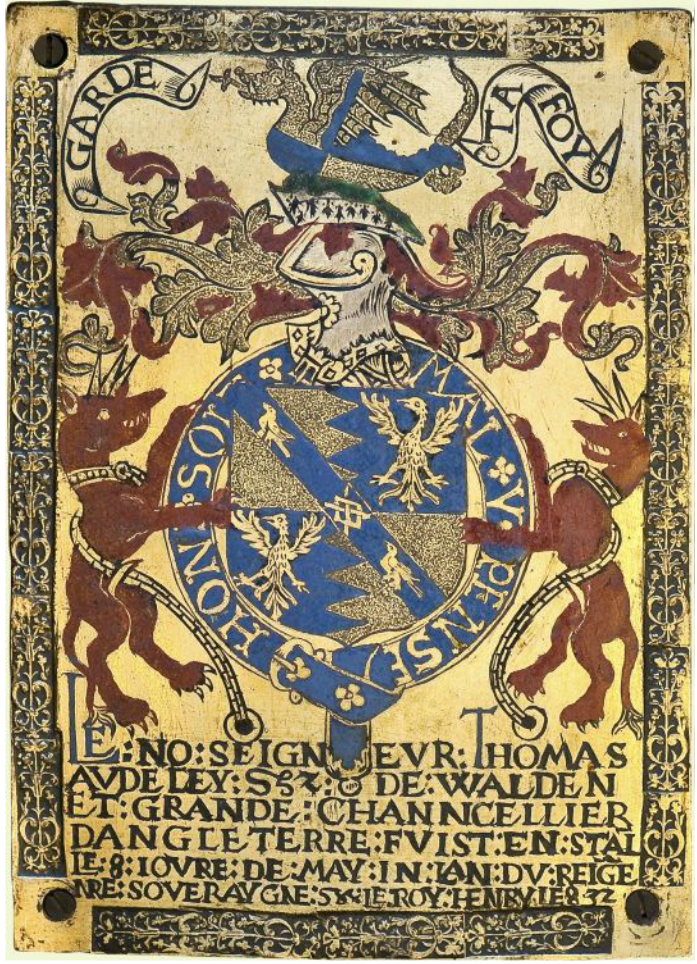
Placa del establo de la liga de Thomas Audley, 1er Barón Audley de Walden, en la Capilla de San Jorge, Castillo de Windsor. Inscripción: "El noble Señor Thomas Audley de Walden y Gran Canciller de Inglaterra fue instalado el 8 de mayo en el año 32 del reinado de nuestro noble soberano Rey Enrique VIII."

En 1531 fue nombrado serjeant-at-law y serjeant del rey; y el 20 de mayo de 1532 fue nombrado caballero, y sucedió a Sir Thomas More como Guardián del Gran Sello, siendo nombrado Canciller el 26 de enero de 1533. Apoyó el divorcio del rey con Catalina y el matrimonio con Ana Bolena; y presidió los juicios de Fisher y More en 1535, en los que su conducta y evidente intención de asegurar una condena han sido criticadas por algunos. Al año siguiente, participó en el juicio de Ana Bolena y sus "amantes" por traición y adulterio. La ejecución de la esposa del rey lo dejó libre para declarar ilegítima a la hija del rey, la princesa Isabel, y para que Enrique se casara con la dama de Ana, Juane Seymour. Audley fue testigo de la ejecución de la reina y recomendó al Parlamento la nueva Ley de Sucesión, que legitimó la descendencia de Jane Seymour.

## Otras actividades
El 24 de abril de 1540 fue nombrado Caballero de la Orden del Toisón de Oro, y posteriormente gestionó la condena de Thomas Cromwell y la disolución del matrimonio de Enrique con Ana de Cléveris. Esto a pesar de haber sido previamente un fuerte aliado de Cromwell. En 1542 apoyó calurosamente los privilegios de los Comunes, pero su conducta fue inspirada como de costumbre por la sumisión a la corte, que deseaba asegurar un subsidio, y su opinión de que el arresto fue un flagrante desprecio ha sido cuestionada por buena autoridad.
Recibió varias concesiones de propiedades monásticas, incluyendo la Priorato de la Santísima Trinidad en Aldgate, Londres, y la Abadía de Walden, Essex, donde su nieto, Thomas Howard, I conde de Suffolk, construyó Audley End, sin duda nombrado en su honor. En 1542 dotó y reestableció el Buckingham College, Cambridge, bajo el nuevo nombre de Colegio de Santa María Magdalena (comúnmente conocido como Magdalene College), y ordenó en los estatutos que sus herederos, "los poseedores del antiguo monasterio de Walden", deberían ser Visitadores del Colegio de Magdalene en perpetuidad. El poder de nombrar al Maestro del Colegio estaba en manos del Visitador hasta una enmienda a los Estatutos del Colegio en 2012. Los escudos de Magdalene se derivan de los suyos.
Se le atribuye la autoría de un libro de órdenes para la guerra tanto por mar como por tierra (Harleian MS. 297, 144).

## Matrimonios y descendencia
Lord Audley se casó dos veces:
- Primero con Christina (o Margaret) Barnardiston, hija de Sir Thomas Barnardiston (fallecido en 1503), de Kedington, Suffolk;
- Segundo con Elizabeth Grey, hija de Thomas Grey, II marqués de Dorset, con quien tuvo dos hijas, incluida:
  - Margarita de Audley, quien se casó como su segundo esposo con Thomas Howard, IV duque de Norfolk, de quien su hijo mayor fue Thomas Howard, I conde de Suffolk, I barón Howard de Walden, creado Barón Howard de Walden en 1597 y Conde de Suffolk en 1603.

## Muerte y entierro
Renunció al gran sello el 21 de abril de 1544, y falleció el 30 de abril, siendo enterrado en Saffron Walden, donde había preparado para sí mismo un espléndido sepulcro. Al morir sin descendencia masculina, su baronía se extinguió con su muerte. Una de sus hijas, Margaret, se casó como su segundo esposo con Thomas Howard, VI duque de Norfolk. Su hijo mayor, Lord Thomas Howard, fue creado Barón Howard de Walden en 1597 y Conde de Suffolk en 1603. La Iglesia de San Miguel en Berechurch, Essex, tiene un monumento en su Capilla Audley.